# Port Imperial Street Circuit
Het Port Imperial Street Circuit was een gepland stratencircuit gelegen inWeehawken en West New York in Hudson County (New Jersey). Het circuit is ontworpen door Hermann Tilke en is gebaseerd rond Weehawken Port Imperial en de Hudson Palisades. Het stratencircuit zou vanaf 2013 gastheer worden voor de Grand Prix van Amerika in de Formule 1.
In juni 2012 reed Sebastian Vettel een test promotierit op de beoogde straten van het circuit. Hij vond het een interessante rit die hem deed denken aan de hoogteverschillen en bochten van het circuit van Spa-Francorchamps en het circuit van Monaco.

In augustus 2012 reed David Coulthard op delen van het circuit voor een promotie video van Red Bull Racing featuring the street circuit and environs.
Door meerdere problemen heeft er nooit een Formule 1-race plaatse gevonden ook al stond de race op de kalender voor 16 juni 2013 en 1 juni 2014.
 
Op 23 december 2013 maakte Eccelstone bekend dat een andere groep welkom is om de Grand Prix te organiseren.

Op 24 juli 2014 werd bekend dat de race niet eerder zal worden gehouden dan 2016.
De Amerikaanse Grand Prix zou verreden worden op het Port Imperial Street Circuit maar is uiteindelijk nooit van de grond gekomen. De kans hierop is nog kleiner geworden nu naast de Grand Prix van de Verenigde Staten er voor 2023 ook races zullen zijn in Miami en Las Vegas en er dan al drie races zijn in de Verenigde Staten.